# 印度管理研究所加爾各答分校

IIM加爾各答分校的講堂

印度管理研究所加爾各答分校（英語：Indian Institute of Management Calcutta, IIM Calcutta, IIM-C)）是1961年11月由印度政府出資針對學士後研究而與史隆管理學院、西孟加拉邦政府、福特基金會及印度工商界所共同發起創辦的第一所國立商學研究所，強項素以電腦系統的支援管理課程而著稱。1975年該校遷至現址；2004年考生錄取率約1%。
該校目前有專案社區行動倡議（INCA），針對社會志工團體提供管理顧問方面的免費服務與諮詢，此外並積極與世界各名門大學進行學生交換計劃，包括與加州大學洛杉磯分校安德森管理學院、西班牙皇家研究所商學院、巴黎高等商業學院、奥托贝森管理研究院等皆有合作。

## 外部連結
- 印度人力資源發展部
- IIM 加爾各答分校 （页面存档备份，存于）